# 2013年の日本
2013年の日本（2013ねんのにほん）では、2013年（平成25年）の日本の出来事・流行・世相などについてまとめる。

## 他の紀年法
日本では、西暦の他にも以下の紀年法を使用している。なお、以下の紀年法は西暦と月日が一致している。
- 元号
  - 平成25年
- 神武天皇即位紀元
  - 皇紀2673年
- 干支
  - 癸巳（みずのと み）

## カレンダー
| 1月 |    |    |    |    |    |    |
| 日  | 月 | 火 | 水 | 木 | 金 | 土 |
|     |    | 1  | 2  | 3  | 4  | 5  |
| 6   | 7  | 8  | 9  | 10 | 11 | 12 |
| 13  | 14 | 15 | 16 | 17 | 18 | 19 |
| 20  | 21 | 22 | 23 | 24 | 25 | 26 |
| 27  | 28 | 29 | 30 | 31 |    |    |
|     |    |    |    |    |    |    |

| 2月 |    |    |    |    |    |    |
| 日  | 月 | 火 | 水 | 木 | 金 | 土 |
|     |    |    |    |    | 1  | 2  |
| 3   | 4  | 5  | 6  | 7  | 8  | 9  |
| 10  | 11 | 12 | 13 | 14 | 15 | 16 |
| 17  | 18 | 19 | 20 | 21 | 22 | 23 |
| 24  | 25 | 26 | 27 | 28 |    |    |
|     |    |    |    |    |    |    |

| 3月 |    |    |    |    |    |    |
| 日  | 月 | 火 | 水 | 木 | 金 | 土 |
|     |    |    |    |    | 1  | 2  |
| 3   | 4  | 5  | 6  | 7  | 8  | 9  |
| 10  | 11 | 12 | 13 | 14 | 15 | 16 |
| 17  | 18 | 19 | 20 | 21 | 22 | 23 |
| 24  | 25 | 26 | 27 | 28 | 29 | 30 |
| 31  |    |    |    |    |    |    |
|     |    |    |    |    |    |    |

| 4月 |    |    |    |    |    |    |
| 日  | 月 | 火 | 水 | 木 | 金 | 土 |
|     | 1  | 2  | 3  | 4  | 5  | 6  |
| 7   | 8  | 9  | 10 | 11 | 12 | 13 |
| 14  | 15 | 16 | 17 | 18 | 19 | 20 |
| 21  | 22 | 23 | 24 | 25 | 26 | 27 |
| 28  | 29 | 30 |    |    |    |    |
|     |    |    |    |    |    |    |

| 5月 |    |    |    |    |    |    |
| 日  | 月 | 火 | 水 | 木 | 金 | 土 |
|     |    |    | 1  | 2  | 3  | 4  |
| 5   | 6  | 7  | 8  | 9  | 10 | 11 |
| 12  | 13 | 14 | 15 | 16 | 17 | 18 |
| 19  | 20 | 21 | 22 | 23 | 24 | 25 |
| 26  | 27 | 28 | 29 | 30 | 31 |    |
|     |    |    |    |    |    |    |

| 6月 |    |    |    |    |    |    |
| 日  | 月 | 火 | 水 | 木 | 金 | 土 |
|     |    |    |    |    |    | 1  |
| 2   | 3  | 4  | 5  | 6  | 7  | 8  |
| 9   | 10 | 11 | 12 | 13 | 14 | 15 |
| 16  | 17 | 18 | 19 | 20 | 21 | 22 |
| 23  | 24 | 25 | 26 | 27 | 28 | 29 |
| 30  |    |    |    |    |    |    |
|     |    |    |    |    |    |    |

| 7月 |    |    |    |    |    |    |
| 日  | 月 | 火 | 水 | 木 | 金 | 土 |
|     | 1  | 2  | 3  | 4  | 5  | 6  |
| 7   | 8  | 9  | 10 | 11 | 12 | 13 |
| 14  | 15 | 16 | 17 | 18 | 19 | 20 |
| 21  | 22 | 23 | 24 | 25 | 26 | 27 |
| 28  | 29 | 30 | 31 |    |    |    |
|     |    |    |    |    |    |    |

| 8月 |    |    |    |    |    |    |
| 日  | 月 | 火 | 水 | 木 | 金 | 土 |
|     |    |    |    | 1  | 2  | 3  |
| 4   | 5  | 6  | 7  | 8  | 9  | 10 |
| 11  | 12 | 13 | 14 | 15 | 16 | 17 |
| 18  | 19 | 20 | 21 | 22 | 23 | 24 |
| 25  | 26 | 27 | 28 | 29 | 30 | 31 |
|     |    |    |    |    |    |    |

| 9月 |    |    |    |    |    |    |
| 日  | 月 | 火 | 水 | 木 | 金 | 土 |
| 1   | 2  | 3  | 4  | 5  | 6  | 7  |
| 8   | 9  | 10 | 11 | 12 | 13 | 14 |
| 15  | 16 | 17 | 18 | 19 | 20 | 21 |
| 22  | 23 | 24 | 25 | 26 | 27 | 28 |
| 29  | 30 |    |    |    |    |    |
|     |    |    |    |    |    |    |

| 10月 |    |    |    |    |    |    |
| 日   | 月 | 火 | 水 | 木 | 金 | 土 |
|      |    | 1  | 2  | 3  | 4  | 5  |
| 6    | 7  | 8  | 9  | 10 | 11 | 12 |
| 13   | 14 | 15 | 16 | 17 | 18 | 19 |
| 20   | 21 | 22 | 23 | 24 | 25 | 26 |
| 27   | 28 | 29 | 30 | 31 |    |    |
|      |    |    |    |    |    |    |

| 11月 |    |    |    |    |    |    |
| 日   | 月 | 火 | 水 | 木 | 金 | 土 |
|      |    |    |    |    | 1  | 2  |
| 3    | 4  | 5  | 6  | 7  | 8  | 9  |
| 10   | 11 | 12 | 13 | 14 | 15 | 16 |
| 17   | 18 | 19 | 20 | 21 | 22 | 23 |
| 24   | 25 | 26 | 27 | 28 | 29 | 30 |
|      |    |    |    |    |    |    |

| 12月 |    |    |    |    |    |    |
| 日   | 月 | 火 | 水 | 木 | 金 | 土 |
| 1    | 2  | 3  | 4  | 5  | 6  | 7  |
| 8    | 9  | 10 | 11 | 12 | 13 | 14 |
| 15   | 16 | 17 | 18 | 19 | 20 | 21 |
| 22   | 23 | 24 | 25 | 26 | 27 | 28 |
| 29   | 30 | 31 |    |    |    |    |
|      |    |    |    |    |    |    |

## 在職者
- 天皇: 明仁
- 内閣総理大臣: 安倍晋三（自由民主党）
- 内閣官房長官: 菅義偉（自由民主党）
- 最高裁判所長官: 竹﨑博允
- 衆議院議長: 伊吹文明（自由民主党）
- 参議院議長: 7月28日まで平田健二(民主党)、8月2日より山崎正昭（自由民主党）
- 国会: 第183回 (常会, 1月28日-6月26日）、第184回 (臨時会, 8月2日-8月7日)、第185回 (特別会, 10月15日-12月8日)

## 世相
- 2013年の後半に焦点となった特定秘密保護法案では、法案で規定された秘密の定義が曖昧で恣意的な拡大解釈が可能であるとしてマスコミなどを中心に批判的な論調が目立ったが、諸外国との密な情報のやりとりの中でこのような法律の整備が必要であるとの見方もあり、世論でも評価が分かれている（#政治も参照）。

### 2013年の流行語
「今でしょ!」（林修）、「お・も・て・な・し」（滝川クリステル）、「じぇじぇじぇ」（あまちゃん）、「倍返し」（半沢直樹）が新語・流行語大賞の年間大賞を受賞した（その他の受賞語は後節「#流行語」も参照）。

### 2013年の漢字
「輪」・・・2020年夏季オリンピック（五輪）の東京誘致成功や東北楽天ゴールデンイーグルスの優勝で東北が歓喜の輪に包まれたこと、伊豆大島（平成25年台風第26号）やフィリピン（平成25年台風第30号）の台風被害に対し日本や世界中より支援の輪が広がったことなどから。

### 周年
- 1月3日 - 『ゲゲゲの鬼太郎』アニメ放送開始45周年。
- 1月27日 - 全日空機成田空港オーバーラン事故から10年。
- 1月28日 - 栃木女性教師刺殺事件から15年。
- 2月7日 - 1998年長野オリンピック開催15周年。
- 2月10日 - 北九州市市制50周年[c 1]。
- 2月18日 - 北九州元漁協組合長射殺事件から15年。
- 2月20日 - 坂出送電塔倒壊事件から15年。
- 2月28日 - ビッグコミック（小学館）創刊45周年。
- 3月1日 - 横浜国際総合競技場（現日産スタジアム）開業15周年。
- 3月9日 - 関門トンネル開業45周年。
- 3月13日 - 青函トンネル開業25周年。
- 3月18日 - 東京ドーム開業25周年。
- 3月28日 - 千葉都市モノレール開業25周年。
- 3月31日 - 営団地下鉄千代田線全線開業35周年。
- 4月2日 - 福岡ドーム開場20周年。
- 4月4日 - 横浜スタジアム開業35周年。
- 4月5日 - 明石海峡大橋（神戸淡路鳴門自動車道）開通15周年。
- 4月6日 - サンシャインシティ開業35周年。
- 4月10日 - 瀬戸大橋開通25周年。
- 4月15日 - 東京ディズニーランド開園30周年。東京ディズニーリゾートは記念イベント「ハピネス・イズ・ヒア」を展開。
- 4月16日 - 『となりのトトロ』公開25周年。
- 4月25日 - 東名高速道路開通45周年。
- 5月11日 - Jリーグ20周年式典[a 1]。
- 5月20日
  - 成田国際空港開港35周年。
  - 泉南郡熊取町小4女児誘拐事件から10年。
- 6月5日 - 国立国会図書館開館65周年。
- 6月9日 - 皇太子徳仁親王夫妻結婚20周年[a 2]。
- 6月14日 - 八尾市ヤミ金心中事件から10年。
- 6月15日 - 小林一茶生誕250周年[c 2]。
- 6月20日 - 福岡一家4人殺害事件から10年。
- 6月28日
  - 福井地震から65年。
  - 碧南市パチンコ店長夫婦殺害事件から15年。
- 7月1日
  - 東京都制施行70周年。
  - 長崎男児誘拐殺人事件から10年。
- 7月11日 - 週刊少年ジャンプ（集英社）創刊45周年。
- 7月15日 - 任天堂「ファミリーコンピュータ」発売から30周年。
- 7月17日
  - 宝塚音楽学校開校100周年[a 3]。
  - 黒部ダム竣工50周年[c 3]。
- 7月25日 - 和歌山毒物カレー事件から15年。
- 7月30日 - 沖縄県の車両の通行区分が左側通行に戻されて（730）から35年。
- 8月1日 - 営団地下鉄半蔵門線開業35周年。
- 8月9日 - 九州鉄道記念館開館10周年[b 1]。
- 8月12日 - 日中平和友好条約締結から35年。
- 8月18日 - 熊谷男女4人殺傷事件から10年。
- 8月25日 - チキンラーメン （日清食品）発売55周年。
- 8月28日 - 日本初の民間放送である日本テレビ開局60周年[c 4]。
- 8月31日 - 沖縄・自衛官爆死事件から10年。
- 9月1日
  - 関東大震災発生から90周年[a 4]。
  - 人生ゲーム発売45周年。
- 9月16日 - 名古屋立てこもり放火事件から10年。
- 10月 - 学徒出陣から70周年[d 1][a 5]。
- 10月1日 - 東海道新幹線品川駅開業10周年。
- 10月3日 - それいけ!アンパンマン放送開始25周年。
- 10月8日 - 日韓共同宣言15周年。
- 10月21日 - ゲームボーイカラー発売15周年。
- 10月24日 - 日本テレビ視聴率買収事件から10年。
- 10月31日 - NACK5開局25周年。
- 11月9日
  - 国鉄鶴見事故[注釈 1] 発生から50周年（追悼式典開催）[a 6]
  - 三井三池三川炭鉱炭じん爆発事故発生から50周年（追悼式典開催）。[a 7]。
- 11月14日 - 関門橋開通40周年（記念イベントは10月開催）[c 5]。
- 11月15日 - 都営地下鉄浅草線全線開業55周年。
- 11月22日 - 関西テレビ放送開局55周年。
- 11月24日 - 伊勢市女性記者行方不明事件から15年。
- 11月26日 - 日中共同宣言発表から15年。
- 11月27日 - ドリームキャスト発売15周年。
- 12月1日
  - 博多駅移転開業50周年[c 6]。
  - 地上デジタルテレビ放送開始10周年。
- 12月2日 - 笹子トンネル天井板落下事故から1年。
- 12月15日 - 力道山没後50周年（法要開催）[a 8]。
- 12月16日 - 新潟総合テレビ開局45周年。
- 12月20日 - AIRDO初路線就航15周年。
- 12月23日 - 明仁天皇傘寿（皇居一般参賀、祝賀行事挙行の他、宮内庁がDVD「天皇陛下　傘寿をお迎えになって」を制作、政府インターネットテレビで公開[c 7]）
- 12月25日 - 奄美群島本土復帰60周年（記念式典は11月9日挙行）[a 9]。
- 12月27日 - 都営地下鉄三田線開業45周年。

## できごと

### 1月
- 1月1日
  - 千葉県山武郡大網白里町が市制施行。大網白里市に移行。
  - 東京電力が福島復興本社を設立[a 10]
  - 復興特別所得税導入（2037年（令和19年）まで）[c 8]。
  - 株式会社東京証券取引所グループと株式会社大阪証券取引所が合併。大阪証券取引所を存続会社とし、株式会社日本取引所グループに商号変更。
- 1月6日
  - NHK大河ドラマ『八重の桜』放送開始（〜12月15日）。
  - 夏目漱石の全集未収録随筆分「韓満所感」が発掘されたことがわかった。
- 1月9日 - 大阪市立桜宮高等学校で体罰自殺事件が発覚。この事件以降、他校でも次々と体罰問題が明らかになる。
- 1月10日 - 山形県知事選挙が告示されたが、現職の吉村美栄子のみの立候補のため無投票当選が確定、同月27日に予定されていた選挙は非催行[a 11]。
- 1月16日
  - 第148回直木賞は朝井リョウの『何者』と安部龍太郎の『等伯』[c 9]、第148回芥川龍之介賞は黒田夏子の『abさんご』が選ばれた[c 10]。
  - 山口宇部発羽田行の全日空692便でバッテリートラブルで高松空港に緊急着陸をした。国土交通省は重大インシデントと認定した（詳細はボーイング787のバッテリー問題を参照）。
- 1月17日 - 国土交通省は全日本空輸と日本航空が保有するボーイング787に耐空性改善通報を出し、運航取りやめを命じた[a 12]。
- 1月20日 - 未明の午前2時40分過ぎに関東地方の北部などで、マイナス等級の明るい火球が目撃されている[a 13]。火球の原因となった物体は上空で燃え尽きた可能性があるが、隕石として鹿島灘の海上に落下した可能性もある[a 14][a 15]。
- 1月27日
  - 岐阜県知事選挙投票日、現職の古田肇が再選。
  - 政府の情報収集衛星レーダー4号機が種子島宇宙センターから打ち上げられた[a 16]。
  - 大相撲で人気力士だった高見盛が現役引退。年寄振分を襲名。
- 1月28日 - 通常国会（第183回国会）召集。
- 1月31日 - 2012年（平成24年）の懲戒処分を受けた警察官や警察職員が458人（内免職は62人）に上ったことが明らかになった[a 17][a 18]。

### 2月
- 2月1日 - 福島復興再生総局が発足[a 19]。復興庁福島復興局、環境省東北地方環境事務所福島環境再生事務所、原子力災害現地対策本部を統括する。
- 2月8日 - 笹子トンネル上り線復旧、対面通行規制解除。
- 2月17日 - JR浜松工場内の不発弾処理により東海道新幹線と東海道本線が浜松市内で一時運転を見合わせとなる[a 20]。
- 2月19日 - 実業之日本社から刊行の漫画雑誌「漫画サンデー」（1959年創刊）が同日発売の2013年第5号で休刊、54年と通巻2795号に亘る歴史に幕[a 21]。
- 2月20日 - 2001年(平成13年)に起きた明石花火大会歩道橋事故で神戸地方裁判所は強制起訴された元副署長に時効で免訴の判決を言い渡した[a 22]。
- 2月21日 - 奈良小1女児殺害事件・土浦連続殺傷事件・名古屋市中区栄スナックバー経営者殺害事件の犯人各1人、計3人の死刑が執行される。第2次安倍内閣発足後、初の死刑執行[a 23]。
- 2月22日 - 愛知県東浦町の副町長が2010年(平成22年)の国勢調査で人口水増をした容疑で逮捕された[a 24]。
- 2月25日 - 本年1月19日に死去した元横綱大鵬（享年72）に対する国民栄誉賞の授賞式が開催される。受取は夫人[a 25]。

### 3月
- 3月2日〜19日 - 「2013 ワールド・ベースボール・クラシック」（第3回WBC）開催。
- 3月7日 - 沖縄県石垣市の石垣島東部に新石垣空港開港。
- 3月14日 - 東京地方裁判所、成年後見人が付くと選挙権を失う公職選挙法の規定について違憲と判断[a 26]。
- 3月15日 - 同日付の終電をもって、東急東横線と東京メトロ日比谷線の直通運転終了。
- 3月16日
  - 東急東横線渋谷駅を地下駅に移転した上で東京メトロ副都心線との相互直通運転、およびみなとみらい線（東横線と乗り入れ）から東武東上線及び西武池袋線（副都心線と乗り入れ）までの相互直通運転開始。
  - 秋田新幹線に新車両「E6系」を導入、愛称は「スーパーこまち」[c 11]。
  - 東日本大震災により被災したJR東日本の路線のうち、石巻線渡波駅 - 浦宿駅間、および常磐線浜吉田駅 - 亘理駅間が復旧。[c 12]。
- 3月17日 - 千葉県知事選挙で、現職の森田健作が再選。
- 3月19日 - 日本銀行の白川方明総裁が4月9日の総裁任期満了を待たずして辞任[a 27]。
- 3月22日 - 阪神甲子園球場で第85回記念選抜高等学校野球大会が開幕。
- 3月23日
  - 各地で使用されている10種類の交通系ICカードが相互利用が開始された。
  - 第85回記念選抜高等学校野球大会で選抜大会史上初の21世紀枠出場校同士の対戦が行われ、北海道の遠軽が福島県のいわき海星に3対0で勝利し、遠軽は高校野球史上最北の勝利校となる。試合時間76分は戦後では最短時間[1]
- 3月24日
  - 大相撲の横綱白鵬が9度目の全勝優勝、故大鵬・故双葉山の8回の記録を超える。
  - 大相撲の元大関雅山が現役引退。年寄二子山を襲名。
  - 福山競馬場が廃止。
  - 紀勢自動車道 紀勢大内山IC-紀伊長島IC間が開通。
- 3月25日
  - 広島高等裁判所、第46回衆議院議員総選挙で一票の格差が是正されなかったことを理由に、同選挙における広島1、2区の結果を無効とする判決[a 28]。
  - ひたちBRTの開通。
- 3月26日 - 陸上自衛隊中央即応集団司令部が朝霞駐屯地からキャンプ座間へ移転完了。
- 3月27日
  - 東京メトロの全線および都営地下鉄の一部を除く全線で、携帯電話のメールやインターネット接続が使用可能となる[a 29]。
  - 総務省が次世代高速無線LAN技術「IEEE 802.11ac」を制度化。[a 30]。
- 3月30日
  - 松江自動車道全線開通。
  - 首都圏中央連絡自動車道 海老名IC-相模原愛川IC間開通。
- 3月31日
  - JRグループのオレンジカードが販売終了[a 31] および 周遊きっぷが発売終了。
  - 京阪電気鉄道の特急列車から「テレビカー」全廃[b 2]。
  - ブルーインパルスが2年ぶりに松島基地に帰還[a 32]。
  - 日本の国債、借入金、政府短期証券の合計金額（いわゆる「国の借金」）が2012年度末時点（当初予算ベース）で1000兆円の大台を突破[a 33]。

### 4月
- 4月1日
  - 自動車損害賠償責任保険（自賠責保険）の保険料が15%近く値上げ[a 34]。
  - 障害者雇用率を2%に引き上げ[a 35]。
  - 老齢厚生年金の報酬比例部分について、男性の支給開始年齢を同年度から12年をかけて段階的に65歳に引き上げ開始[c 13]。
  - NHK連続テレビ小説『あまちゃん』放送開始（〜9月28日）。
  - 尾道大橋（広島県尾道市〜向島）無料化。
  - キャリーオーバーがある場合1等当せん金が日本国内史上最高の8億円となる宝くじ『ロト7』発売開始。
  - 日本精神神経学会が公益社団法人へ移行。
- 4月2日 - 東京銀座にて歌舞伎座新開場杮葺落[a 36]。
- 4月3日 - 第85回記念選抜高等学校野球大会の決勝戦が阪神甲子園球場で行われ、埼玉県の浦和学院が愛媛県の済美に17対1で勝利し初優勝達成。埼玉県勢の優勝は1968年（第40回）以来45年ぶり2回目で、決勝戦での16点差勝利は2006年（第78回）の21点差に次ぐ大会史上2番目の得点差試合となった。
- 4月7日
  - 悠仁親王が、お茶の水女子大学附属小学校に入学。皇族の学習院初等科以外の小学校への入学は戦後初めて[a 37]。
  - 北朝鮮の弾道ミサイル発射に備えて破壊措置命令[a 38]。
- 4月8日 - 佳子内親王が学習院大学文学部教育学科に入学[a 39]。
- 4月9日 - 名古屋地方裁判所豊橋支部、2012年11月に発生した豊川信用金庫立てこもり事件の被告人に懲役9年の判決[a 40]。
- 4月10日
  - 大阪市北区で建設中の中之島フェスティバルタワー（東地区）にて、フェスティバルホールの新ホールがオープン[a 41]。
  - 東関東自動車道酒々井ICが供用開始[c 14]。
- 4月13日 - 午前5時33分頃、兵庫県淡路島付近を震源とするマグニチュード6.3の地震が発生、淡路市での震度6弱を始め、近畿地方各地で大きな揺れを観測[c 15]。→淡路島地震を参照。
- 4月14日
  - 首都圏中央連絡自動車道 茅ヶ崎JCT-寒川北IC間開通。
  - 兵庫県伊丹市・宝塚市で市長選挙。いずれも現職が当選。
  - 新幹線200系電車がこの日に上越新幹線で運行された団体専用列車「さよなら200系号」を最後に営業運転を終了し引退。これにより国鉄時代の新幹線車両が全廃された。
- 4月16日
  - 最高裁判所第3小法廷、熊本県の女性に水俣病の患者として認定を認める原告側の勝訴の判決[a 42]。
  - 日本政府、長嶋茂雄（読売ジャイアンツ終身名誉監督、元巨人内野手、監督）と松井秀喜（元巨人・MLB外野手）に対し国民栄誉賞授与することを正式決定[a 43]。
  - 2013年度予算が自民・公明両党等の賛成多数で衆院可決、日本国憲法第60条で5月15日には自然成立をする。予算は約92兆円[a 44]。
- 4月19日 - 公職選挙法の改正案が参院で可決成立、インターネット選挙運動が解禁となる[a 45]。
- 4月21日
  - 名古屋市長選挙投票日。河村たかしが3選。
  - 京都縦貫自動車道大山崎JCT-沓掛IC間が開通。
- 4月26日
  - ファミレス2人射殺事件の犯人2人に対する死刑が執行される[a 46]。
  - 大阪駅北地区（うめきた）の先行開発地域「グランフロント大阪」が開業。
- 4月27日 -  首都圏中央連絡自動車道 東金IC/JCT-木更津東IC間開通。
- 4月28日
  - 安倍政権発足後の初の国政選挙となる参議院山口県選挙区補欠選挙で、自民党新人の江島潔前下関市長が当選[a 47][a 48]。
  - 政府主催で主権回復・国際社会復帰記念式典（サンフランシスコ講和条約発効61周年）が憲政記念館で開催。

### 5月
- 5月1日
  - 関西電力が平均9.75%[a 49]、九州電力が平均6.23%の値上げ[a 50]。
  - 女流将棋棋士の里見香奈が、マイナビ女子オープンタイトルを獲得して史上初の女流5冠を達成[c 16]。
  - 安倍晋三内閣総理大臣、中東地域に対する原子力発電所の輸出推進や政治・経済の安定化を図ることを狙いとする22億ドル規模の支援策表明[a 51]。
- 5月4日 - こどもの日に合わせて、15歳以下の人口が32年連続で減少していることが明らかとなった[a 52]。
- 5月5日 - 東京ドームにて、長嶋茂雄と松井秀喜に対する国民栄誉賞授与式挙行[a 53]。
- 5月9日
  - 栃木県佐野市の市役所に佐野プレミアム・アウトレット来場者に対する殺害予告メールが届いたことを受け、同施設が9日の営業時間短縮、10日臨時休業等の措置、威力業務妨害で捜査を開始した[a 54]。
  - ヤマハ発動機、2003年-2007年に製造した原付バイク6車種、約54000台の改善対策を国土交通省に届け出[c 17]。
- 5月10日 - 島根県出雲市の出雲大社で、祭神が仮殿から本殿に遷座される「本殿遷座祭」挙行（平成の大遷宮）。出雲大社では60年ぶりの遷宮となる[2][c 18]。
- 5月19日 - さいたま市長選挙で、現職の清水勇人が当選[a 55]。
- 5月22日 -  国際結婚が破綻した夫婦間で国境を越えた子供の連れ去りを「不法」とする国際ルールを定めた『国際的な子の奪取の民事上の側面に関する条約』（ハーグ条約）を参議院で承認、年内に条約加盟予定[a 56] だったが、国内体制の整備に時間がかかり、2014年4月に延期[a 57]。
- 5月24日 - 環境省、旧陸中海岸国立公園に、青森県の種差海岸階上岳県立公園及び八戸市鮫町の2地区を編入の上、三陸復興国立公園として新たに設定[3]。
- 5月26日 - 千葉市長選挙で、現職の熊谷俊人が再選[a 58]。
- 5月27日 - 改正公職選挙法が参院で可決成立、1カ月の周知期間を置いて施行、成年被後見人の選挙権が回復[a 59]。
- 5月31日
  - 改正内閣法が施行され、内閣官房に内閣情報通信政策監が設置された。初代政策監には、内閣官房で従前の政府情報化統括責任者を務めていた遠藤紘一が就任した[4]。
  - テレビ放送（NHKと在京広域民放局）における東京スカイツリーからの本放送開始[a 60]。

### 6月
- 6月2日 - 美濃加茂市長選挙投票日。新人の藤井浩人が現職首長で最年少となる28歳で当選[a 61]。
- 6月3日 - 上中里駅最寄りの西ケ原研修合同庁舎（仮称）の不発弾処理により東北・秋田・山形・上越・長野新幹線と京浜東北線、湘南新宿ライン等が東京-大宮、品川-東十条、新宿-大宮間において一時運転を見合わせとなる。
- 6月7日 - 改正道路交通法が衆院で可決成立、運転に支障ある病気を隠して取得などの罰則や無免許運転の罰則強化などが盛り込まれた[a 62]。
- 6月13日 - 愛知県大治町の岩本好広町長が酒気帯び運転で摘発[a 63]（その後辞任）。
- 6月14日 - 長崎地方裁判所、2011年に長崎県西海市で発生した女性殺人事件（長崎ストーカー殺人事件）の被告人に死刑判決[a 64]。
- 6月16日 - 静岡県知事選挙で、現職の川勝平太が当選。
- 6月18日 - 警視庁刑事部捜査第二課、2011年8月に経営破綻し、被害者約7万3000人、負債総額約4300億円を生み出した安愚楽牧場元経営者ら3人を、事実と異なる説明で出資者を勧誘したとして、特定商品預託法違反（不実の告知）容疑で逮捕[a 65]。
- 6月20日〜7月10日 - 中央自動車道恵那山トンネル下り線（名古屋方面）の天井板撤去工事のため通行止。上り線（東京方面）のトンネルでの対面通行規制。
- 6月21日 - 横浜みなとみらい地区で最大級となる商業施設「MARK IS みなとみらい」（開発：三菱地所）がみなとみらい駅近くの34街区に開業[c 19][a 66]。
- 6月22日 - 富士山が世界文化遺産に登録される[c 20]。
- 6月23日 - 東京都議会議員選挙で自民党が圧勝し、公認候補者59名全てが当選して第1党に返り咲く一方、第1党であった民主党は改選前の43議席から15議席に大きく減らして惨敗し、第4党に転落[a 67][a 68]。
- 6月26日 - 通常国会閉会。
- 6月28日
  - 東京都練馬区で小学生3人が切り付けられる事件発生、犯人は即日銃砲刀剣類所持等取締法違反で逮捕[a 69]。
  - 4月7日付で発令されていた破壊措置命令解除[a 70]。
- 6月30日 - 銀座松坂屋が建て替えのため一時閉店。

### 7月
- 7月1日 - みずほコーポレート銀行がみずほ銀行を吸収合併し、行名を「みずほ銀行」に変更[c 21]。
- 7月4日 - カネボウ化粧品、「美白効果」をうたった化粧品を使った際、肌がまだらに白くなる白斑症状が発生する事例があったとして「カネボウブランシールスペリア」など8ブランドの54製品、計約100万個を自主回収すると発表[a 71]。発表1カ月後の8月4日時点で、家庭から52万3000個、小売店から61万6000個の製品を回収し回収をほぼ完了、同時点で5702人の被害者を確認[a 72]。
- 7月10日 - ソフトバンク、アメリカ合衆国携帯電話大手スプリント・ネクステルの企業買収を完了、携帯電話事業の売上高で世界3位規模となる[a 73]。
- 7月12日 - 兵庫県宝塚市役所を訪れていた男が建物内で火炎瓶を投げ放火、消防車13台が出動する火災発生。5人が負傷し、宝塚市は同日の窓口業務を停止。男は現住建造物等放火容疑で現行犯逮捕[a 74]。
- 7月13日 - 広島県呉警察署、12日に同署に自首した16歳少女の証言に基づき、呉市の山中を捜索、自首した少女の元同級生だった16歳高等専修学校女生徒の遺棄死体を発見。翌14日に自首した少女、17日に少年2人少女3人を含む6人をいずれも死体遺棄容疑で逮捕[a 75]。
- 7月16日 - 日本取引所グループ、傘下の東京証券取引所と大阪証券取引所の現物株市場を統合[a 76]。
- 7月17日 - 第149回直木賞は桜木紫乃の『ホテルローヤル』[c 22]、第149回芥川龍之介賞は藤野可織の『爪と目』が選ばれた[c 23]。
- 7月18日〜 - 山形県を中心に1週間以上豪雨が続き、浄水場の処理が追いつかず村山地方で最大約4万世帯が断水[a 77]。
- 7月20日〜27日- 山形新幹線、信号装置の損傷により山形-新庄駅間が1週間運休[a 78]。
- 7月20日〜9月1日 - 瀬戸内国際芸術祭2013夏開催。
- 7月21日
  - 第23回参議院議員通常選挙投開票[a 79][a 80]
    - 政権与党である自由民主党が、岩手、沖縄以外の全選挙区で当選者を出し、第19回参議院議員通常選挙以来12年ぶりに比例区において第1党となるなど、現行選挙制度下で最多となる65議席を獲得。連立与党である公明党の獲得議席および非改選議席を合わせると自公連立与党が優位となり、第46回衆議院議員総選挙以来続いていた両院のねじれ状態が解消された。
    - 一方の野党は民主党が、2人区の宮城、京都、兵庫で敗れたほか、3人区の埼玉、4人区の大阪、5人区の東京でも議席を失った。選挙区と比例区を合わせた17議席は1998年の結党以来最少の惨敗。日本共産党は改選前の3議席から5増の8議席、社民党は改選前から1減となる1議席となる。参院選初挑戦組は、日本維新の会は8議席、みんなの党は8議席、生活の党とみどりの風は、議席獲得ならず。

  - 兵庫県知事選挙で、現職の井戸敏三が当選。
  - 山口県周南市金峰の郷地区で放火殺人事件が発生[a 81]。翌日にかけ火災現場及び近隣から5人の遺体発見[a 82]。被疑者は自宅に放火を示唆する張り紙をし逃走[a 83]、同月26日に集落近郊の山中で身柄を確保[a 84]。
- 7月25日
  - 福島瑞穂社会民主党党首、第46回衆議院議員総選挙、第23回参議院議員通常選挙両選挙における同党の敗北を受け、2003年に土井たか子前党首より引き継いで以来10年務めた党首を引責辞任する意向を表明[a 85]。
  - 厚生労働省が発表した「平成24年簡易生命表」により、2012年の日本人の平均寿命が、女性は2年ぶりに長寿世界一となり、男性は過去最高を記録したことが判明[a 86]。
  - 秋山昌範東京大学教授が、架空の研究費を請求して公金計約2180万円をだまし取ったとして、東京地方検察庁特別捜査部に逮捕された[a 87]。
- 7月27日 - 秩父宮ラグビー場でアイドルグループ「NEWS」のコンサートが開演されたが激しい降雨により中止、翌日に順延となる。多数の来場者が激しい雨に濡れたことにより体調不良を訴え病院に搬送されたことに加え、順延により多数の来場者が急遽会場近くで夜を明かすことになったことにより様々なトラブルが発生する。
- 7月28日
  - 山口県萩市で、1時間あたり138.5mmの降雨を記録するなど、山口県、島根県地方で1日の積算雨量が1か月平均降雨量を越える豪雨。土砂崩れや河川の氾濫により1人死亡2人行方不明、国道315号やJR西日本山口線が一部寸断されるなどの被害発生、島根県が陸上自衛隊に災害派遣要請[a 88]。
  - 第21回参議院議員通常選挙（2007年）により選ばれた参議院議員の任期満了。
- 7月29日 - 大阪地方検察庁堺支部、1月に堺市で盗まれた給油カードでガソリンを入れたとして大阪府北堺警察署により4月24日と5月15日に窃盗容疑で逮捕され、6月4日に同支部が起訴、85日間にわたり拘束されていた男性について、事件とは無関係の誤認逮捕であったとして、7月17日に既に釈放していた同男性に対する起訴を正式に取り消し、同支部の次席検事が謝罪[a 89]。

### 8月
- 8月1日
  - 厚生労働省が2012年10月から2013年3月にかけ全国の中学、高校計264校に実施、中学生約3万9千人、高校生約6万2千人から回答を得た調査の結果、インターネット依存症で「病的使用」とされた中高生が8.1%、約51万8千人に上ったことが判明[a 90]。
  - 島根県の竹島問題研究会、従来の発見より10年以上古い1760年代に作成された日本地図「日本図」「改製日本扶桑分里図」に、竹島が「松島」として記載されていることを確認したことを公表[a 91]。
  - 国立がん研究センター、初めて小児がん患者の実数、および種類別、患者の都道府県別の集計を発表。2009年から2011年の3年間で8902人（男児4796人、女児4106人）、うち最も多い白血病と脳腫瘍で全体の半分を占めることが判明[a 92]。
  - 高速ツアーバス（募集型企画旅行の形をとる高速バス）が高速乗合バスに一本化される。こうしてできた高速乗合バスは新高速乗合バスと呼ばれる。
- 8月2日 - 第184回国会（臨時国会）が開会。
- 8月5日
  - 沖縄県宜野座村のキャンプ・ハンセン内で訓練中のアメリカ空軍ヘリが墜落[a 93]。
  - 新潟空港で韓国・仁川国際空港発の大韓航空763便（ボーイング737-900）が滑走路をオーバーランする事故[a 94]。
  - 国際通貨基金による日本経済に関する2013年の年次審査報告書で、アベノミクスにより景気見通しが「著しく改善している」と評価[a 95]。
- 8月6日 - 厚生労働省、7月22日-28日の一週間で手足口病の患者が新たに全国で2万7773人報告され、年間累積患者数が13万人を突破、2011年に続くペースで蔓延していることを発表[a 96]。
- 8月7日
  - みんなの党渡辺喜美代表、同党両院議員総会で、自身と対立していた江田憲司幹事長を更迭、浅尾慶一郎政調会長を後任とする[a 97]。
  - 文部科学省の調査で、2013年春新卒の大学生約56万人の就職率が67.3%で前年比3.4ポイント増となり、3年連続で上昇した一方、5.5%にあたる約3万人が就職や進学をせず、その準備もしていないことが判明[a 98]。
  - 東京大学、福島第一原子力発電所から20キロメートル圏内の海域を中心に2012年8月から海上技術安全研究所などと共同で実施した調査により、福島県沖の海底に放射性セシウムの濃度が周辺よりも2-10倍高い「ホットスポット」が40カ所発見されたことを発表[a 99]。
- 8月8日
  - 16時56分、気象庁が、マグニチュード7.8の地震が発生し、奈良県と大阪府で最大震度6弱から7の揺れが起こるという緊急地震速報を発信、東海道新幹線小田原駅 - 山陽新幹線新岩国駅間で新幹線の運行が一時停止となるなどの影響が出たが、和歌山県北部を震源とするマグニチュード2.3の無感地震発生直後に、三重県沖の海底に設置された地震計の不具合が重なったための誤報として、気象庁地震火山部長が謝罪[a 100]。
  - 人事院、国家公務員給与について、月給、ボーナスともに2年連続据え置きとし内閣と国会に報告、官民比較を開始した1960年以来初の人事院勧告なし[a 101]。
  - 第95回全国高等学校野球選手権大会が阪神甲子園球場で開幕。
- 8月9日
  - 財務省、国債や借入金、政府短期証券の残高を合計した「国の借金」が6月末時点で1008兆6281億円となり、初めて1000兆円を突破したことを発表[a 102]。
  - 東北地方で豪雨。秋田県鹿角市で午前中だけで8月の月間平均雨量を上回る降水量を記録するなどしたため[a 103]、気象庁が、秋田県と岩手県で「これまで経験のない大雨となっている」と発表[a 104]。土砂崩れ、河川の氾濫等により、岩手県花巻市、西和賀町で各1名が死亡[a 105]、秋田県仙北市（特に田沢湖鎧畑周辺）で4名が死亡し1人行方不明、秋田新幹線、奥羽本線の一部区間が8月11日まで運休、国道46号の一部が同日まで閉鎖、花輪線が長期運休となり[a 106]東北自動車道が一時通行止めとなるなどの被害発生[a 107]。
  - 大阪市立桜宮高校の男子生徒が自殺した問題を受け、文部科学省が、初めて児童生徒や保護者から聞き取りをし、対象に公立校に加え初めて国立・私立を加え全国の小中高校を対象に行った体罰に関する緊急調査により、2012年度に体罰をしたことが確認された教員が延べ6721人に上り、1万4208人の児童生徒が被害を受けたことが判明、下村博文文部科学大臣が「恥ずべき数字」との声明を発表[a 108]。
  - 東北楽天ゴールデンイーグルスの田中将大が日本プロ野球新記録の開幕から16連続勝利投手[a 109][a 110]。
- 8月10日 - 日本国内で2007年8月16日以来約6年ぶりに40度を越える気温を観測する猛暑、山梨県甲府市、高知県四万十市で日本国内史上4位となる40.7度を記録、観測927地点中290地点で猛暑日となる[a 111]。
- 8月11日
  - 仙台市長選挙で、現職の奥山恵美子が再選[a 112]。
  - 与那国島への自衛隊沿岸監視部隊誘致の是非を争点として争われた沖縄県与那国町長選挙で、現職で自衛隊誘致推進派の外間守吉が3選[a 113]。
- 8月12日
  - 高知県四万十市で、日本国内観測史上最高気温となる41.0度を観測[a 114]。
  - サイバーエージェント、同年4月6日から8月3日の約4カ月間に、Amebaサービスへの不正ログインにより、24万3266件のIDでメールアドレスや仮想通貨の履歴などが不正閲覧された可能性があることを発表[a 115]。
- 8月13日 - 山口県下関市の関門橋から北東約6キロの水中で、太平洋戦争中に投下され同年6月29日に発見された機雷の爆破処理のため、周辺500メートル海域の船舶の航行を一時停止[a 116]。
- 8月15日 - 京都府福知山市の由良川河川敷で、花火大会の露店が爆発炎上、19人の重傷者を含む59人が負傷する事故、17日・19日に死者が出ている[a 117][a 118]。
- 8月16日
  - いいちこ販売元の三和酒類、大分県の行政機関宛てに同焼酎の紙パック数本に毒物を入れたという内容の葉書が届いたことを受け、大阪府・広島県・山口県で対象商品を自主回収[c 24]。
  - 楽天の田中将大が日本プロ野球の新記録の21連続勝利投手[a 119][a 120]。
- 8月17日 - 北海道森町のJR北海道函館本線で、JR貨物の貨物列車が倒木に乗り上げ脱線、八雲駅-森駅間が不通となり、札幌駅-函館駅間の特急が始発から全面運休したのをはじめ[a 121]、トワイライトエクスプレスなど列車32本が運休[a 122]。
- 8月18日 - 16:31頃、桜島で爆発的噴火が起きた[a 123]。
- 8月22日 - 第95回全国高等学校野球選手権大会の決勝戦が正午から阪神甲子園球場行われ、群馬県の前橋育英が宮崎県の延岡学園に4対3で勝利し、初出場で初優勝。初出場・初優勝を達成するのは1991年（第73回）の大阪桐蔭以来22年ぶりで一方の延岡学園は宮崎県勢として初の決勝進出を果たした。
- 8月23日 - 島根県西部豪雨。
- 8月25日 - 横浜市長選挙で、現職の林文子が大差で再選[a 124]。
- 8月27日 - 内之浦宇宙空間観測所でイプシロンロケットが発射予定であったがトラブルで打ち上げ中止。
- 8月28日 - 原子力規制委員会、東京電力福島第一原子力発電所のタンクから放射性物質を含む汚染水が漏れた問題で、トラブルの深刻さを示す国際原子力事象評価尺度(INES)を「レベル3」（重大な異常事象）に引き上げると発表[a 125][a 126]。詳細「福島第一原子力発電所事故」。
- 8月29日 - JRリニア山梨実験線の全線開通により、営業用を想定する新型車両「L0系」を使用したリニア中央新幹線の試験走行を再開[a 127][a 128]。
- 8月30日 - 気象庁、警報の発表基準をはるかに超える豪雨や大津波等が予想され、重大な災害の危険性が著しく高まっている場合に発令する「特別警報」の運用を同日0時から開始[c 25]。

### 9月
- 9月1日 - 家庭向け電気料金値上げ。北海道電力は7.73%、東北電力は8.94%、四国電力が7.80%の値上幅[a 129]。
- 9月2日 -　埼玉県越谷市・千葉県野田市で竜巻発生。
- 9月4日 - 最高裁判所、民法第九百条第一項第四号が定める婚外子（非嫡出子）相続格差の規定は違憲との判決を下す[a 130]。
- 9月7日 - 第125次IOC総会において2020年夏季オリンピック開催都市決定、東京が、1964年以来56年ぶり2回目となる開催地に選出される。
- 9月8日 - 茨城県知事選挙で橋本昌現知事が6選[a 131]
- 9月9日
  - 東京地方検察庁、東京電力福島第1原子力発電所事故について、菅直人元首相をはじめ約40人全員を不起訴処分とする決定[a 132]。
  - トルコで日本人観光客殺傷事件が発生[5][6]。
- 9月11日 - NTTドコモがiPhoneの提供開始を発表、日本の携帯電話大手三社全てがiPhoneを取り扱うこととなる。
- 9月12日 - 安倍政権3回目の死刑執行（今回1人）[a 133]。
- 9月14日 - 宇宙航空研究開発機構、内之浦宇宙空間観測所から、日本で12年ぶりに開発した国産新型ロケットイプシロンロケットの試験機を打ち上げ、惑星分光観測衛星『SPRINT-A』を軌道に乗せる[b 3]。『SPRINT-A』は打ち上げ成功後『ひさき（HISAKI）』と命名される[b 4]
- 9月16日 - 台風18号が愛知県豊橋市に上陸、気象特別警報運用開始後初の発令。
- 9月19日 - 北海道旅客鉄道函館本線大沼駅構内で、貨物列車が脱線する事故。同事故を機に行われた調査により、レール幅が脱線を防ぐ「整備許容値」を超過しながら放置されていたことが判明、同月25日までに同社管内で約270箇所の異常地点が発見される[a 134]。
- 9月20日 - 東京駅八重洲口の再開発エリアに、南北の2棟から構成される超高層ビルグラントウキョウの双方を結ぶペデストリアンデッキ「グランルーフ」が竣工。
- 9月26日 - 大阪地方裁判所、大阪市立桜宮高校で自殺した生徒に体罰を加えていた元バスケットボール部顧問に対し、傷害と暴行の罪で懲役1年、執行猶予3年の判決[a 135]。控訴期限の10月10日までに控訴せず、有罪判決確定[a 136]。
- 9月27日
  - 神戸地方裁判所、2005年のJR福知山線脱線事故で業務上過失致死傷罪で強制起訴されていたJR西日本元社長ら3人に対し、いずれも無罪の判決[a 137]。
  - 金融庁、みずほ銀行が提携ローン会社オリエントコーポレーションを通じて暴力団構成員らに融資していた問題で同行に業務改善命令。10月8日、同行から金融庁への当初の説明と異なり、暴力団への融資について同行の経営陣にも報告が行われていたことが判明[a 138]。
- 9月28日〜10月14日 - スポーツ祭東京2013（第68回国民体育大会・第13回全国障害者スポーツ大会）開催。
- 9月29日 - 大阪府の堺市長選挙で、民主党が推薦、自民党が支持した現職の竹山修身が、大阪維新の会公認の西林克敏を破り再選を果たす。大阪維新の会の公認候補が大阪府内の首長選で敗れるのは初[a 139]。
- 9月30日 - NHK連続テレビ小説『ごちそうさん』放送開始（〜2014年3月29日）。

### 10月
- 10月1日
  - 海洋気象台が廃止される。函館・神戸・長崎の各海洋気象台は、それぞれ函館・神戸・長崎の各地方気象台の内部組織に移行した。舞鶴は海洋気象課の内部組織である「日本海海洋気象センター」に改組された[c 26][a 140]。
  - KADOKAWA（旧角川グループホールディングス）が角川書店ら角川グループ傘下の出版社9社を吸収合併、社内カンパニー化。
  - 生活保護受給者のジェネリック医薬品の使用が原則義務化。
  - 聖マリアンナ医科大学、早発閉経患者の卵巣組織を凍結、独自の手法で組織内の卵子の元になる細胞を活性化して、同手法による世界初の出産に成功したことを発表[a 141]。
- 10月2日
  - 京都府警察、8月15日に発生した福知山花火大会露天爆発事故で出火元となった屋台の店主だった鳶職の男を業務上過失致死傷容疑で逮捕[a 142]。
  - 伊勢神宮の内宮で、御神体を旧殿から新殿へと遷す式年遷宮の主要行事「遷御」が行われる。外宮遷御（10月5日）の翌日には、2005年から続いている第62回式年遷宮の関連行事がすべて終了した[a 143]。
- 10月5日 - お笑いタレントの桜塚やっくんが、車を運転中に事故を起こし、心臓破裂で死亡[a 144]。（享年37）
- 10月6日 - 高谷茂男現市長の引退により新人5人で争われた岡山市長選挙で、自民、民主、公明各党が推薦する元国土交通省国土政策局長の大森雅夫が初当選[a 145]。
- 10月7日 - 北海道札幌方面東警察署、9月3日にファッションセンターしまむら苗穂店で、パート従業員の女性ら2人に土下座をさせ、自宅に来て謝罪をするとの念書を書かせた上、従業員に土下座させた様子を撮影しTwitterに投稿した女を強要罪容疑で逮捕[a 146]。
- 10月8日
  - 東京高等裁判所、2009年10月に発生した松戸女子大生殺害放火事件について、1審・千葉地方裁判所の裁判員裁判の死刑判決を破棄し、無期懲役の判決。裁判員裁判の死刑判決が控訴審で破棄されたのは2例目[a 147]。
  - 福岡高等裁判所、福岡地方裁判所の判事が8月1日に司法修習生に対しセクシャルハラスメント行為をしたとして、同地裁が同判事に対する分限裁判を申し立てていた件で、懲戒処分の戒告とする決定。同判事は同月22日に依願退職[a 148]。
  - 東京都三鷹市の民家前の路上で、住民の女子高生が首を刃物で切られて倒れているのが見つかり、病院搬送後死亡（三鷹ストーカー殺人事件）。約1時間半後、以前から被害者に対しストーカー行為をしていた21歳の男を路上で確保の後逮捕[a 149]。
- 10月9日 - 台風24号から変化した温帯低気圧が日本海を通過したことによりフェーン現象発生、新潟県糸魚川市で10月としては初の猛暑日となる35.1度を記録するなど、927ある気象観測地点のうち140地点で30度以上の真夏日を記録、51地点で10月の最高気温を更新[a 150]。
- 10月11日
  - 福岡市博多区の整形外科で2時20分頃火災発生、入院患者8人、同医院前院長夫妻2人の計10人が死亡[a 151]。医療機関での火災により10人以上の死者が発生したのは、1973年3月、北九州市八幡区（当時。現八幡東区）の福岡県済生会八幡総合病院火災以来40年ぶり[a 152]。（詳細は「福岡市整形外科医院火災」の項参照）
  - 金融庁、投資助言会社アブラハム・プライベートバンクが、海外投資ファンドの商品を実質的に無登録で販売し、金融商品取引法に違反したとして、関東財務局が2014年4月10日まで6か月の業務停止命令、および責任の所在の明確化や投資家保護に万全の措置を講じるよう業務改善命令を出したことを発表[a 153][7]。
  - はごろもフーズ、缶詰「シーチキンマイルド」について「味に違和感がある」との消費者からの申し出を受けて検査したところ、同社の基準値を最大10倍程度上回るヒスタミンが検出されたとして3種類約672万缶を自主回収[a 154]。
- 10月14日 - 社会民主党、7月の福島瑞穂前党首辞任を受け行われた党首選挙で、同党政策審議会会長の吉田忠智を新党首に選出[a 155]。
- 10月15日
  - 第185回臨時国会召集[a 156]。
  - JR九州、約30億円を投じた車両を使用する豪華寝台列車『ななつ星 in 九州』の運行を開始[a 157]。
  - 京都府警察、京都府八幡市の焼肉店で8月、高校生ら9人に牛の生レバーを提供し、4人が食中毒症状を訴えうち1人が入院した報告を受け、同店舗を運営する社長と焼肉店店長を食品衛生法違反容疑で逮捕。2012年7月に生レバーの提供が禁止されて以来初の逮捕事例[a 158][a 159]。
- 10月16日
  - 台風26号が東日本付近を通過、交通機関等の乱れで約170万人に影響[a 160]。伊豆大島では記録的豪雨となり死者発生、猪瀬直樹東京都知事が大島町に災害救助法を適用すると発表[a 161]。（詳細は「平成25年台風第26号」の項参照）
  - 3月に行われた競売で鹿児島県の最福寺が45億1900万円で落札したものの資金調達困難のため断念したことを受け、再入札となった東京都千代田区の朝鮮総連本部の土地・建物を、モンゴルが関係するファンド管理会社とみられる企業、「アヴァール・リミテッド・ライアビリティー・カンパニー」が50億1000万円で落札[a 162]。
  - 日本政府、YouTubeにて、日本の竹島領有権を主張する動画を公開、当初日本語版のみであったが、同月31日には英語版の公開も開始[a 163]。
  - 東京都港区のみなと保健所は、八十歳で二十本以上の歯のある「8020」を達成した区民が50%を超えた、と発表した。全国平均の38%を大きく上回っており、2022年度までに50%にする国の目標に対し10年早く目標を達成した（2012年度末現在）。「8020」50%越えは、全国の自治体初だという。
- 10月20日 - 佐賀市長選挙で、現職の秀島敏行が3選[a 164]。
- 10月22日 - 阪急阪神ホテルズ、同社が運営する4都府県8ホテル1事業部の23店舗において、2006年3月から2013年9月の間、表示と異なる食材の提供例が47あり、延べ7万8775人に提供されたことが社内調査で発覚、メニューの提供が確認できれば代金を返金することを発表[a 165]。本件事案以降、多くの飲食業者におけるメニュー偽装が相次いで公表される。
- 10月26日
  - 松山空港で、小型機が着陸に失敗し滑走路上で停止したため、滑走路が閉鎖され、同空港を発着する計17便が欠航、到着を予定していた4便が行き先を変更。国土交通省は「重大インシデント」に当たると判断、運輸安全委員会は航空事故調査官2人を翌27日に現地へ派遣[a 166]。
  - エアアジア・ジャパン、6月の全日空とエアアジアの合弁解消に伴い、「エアアジア」ブランドでの航空機運行を終了、12月「バニラ・エア」として再開するまで運休[a 167]。
- 10月27日
  - 宮城県知事選挙で、現職の村井嘉浩が3選[a 168]。
  - 川崎市長選挙で、元県議会議員で元松沢成文前神奈川県知事秘書の無所属新人福田紀彦が、自公民3党推薦候補ら2名を破り初当選[a 169]。
  - 神戸市長選挙で、自公民3党の推薦を受けた元同市副市長の久元喜造が初当選[a 170]。
  - 長野市長選挙で、前長野商工会議所会頭の加藤久雄が初当選[a 171]。
  - 山口市長選挙で、現職の渡辺純忠が新人2人を破り3選[a 172]。
- 10月31日
  - 秋の園遊会の最中に、山本太郎参議院議員が福島第一原子力発電所事故の解決を訴えた手紙を天皇に直接手渡す。翌日、参議院議院運営委員会理事会で、同議員に対する処分をめぐり対応を協議、岩城光英委員長が同議員を国会内に呼び、事情を聴取[a 173]。
  - 新生銀行グループの信販会社で暴力団に融資が判明[a 174]。

### 11月
- 11月1日 - 携帯電話番号の逼迫に伴い、従来PHSで使われてきた070番号が割り当てられる。ただし、「070-5」「070-6」で始まる番号が使われているPHSに対し、携帯電話に導入される番号は「070-1〜4」「070-7〜9」で始まる番号となる[a 175]。
- 11月2日 - 日本維新の会・アントニオ猪木参議院議員、国会会期中に必要な参議院議院運営委員会理事会からの渡航届への許可を得ていない状態で朝鮮民主主義人民共和国を訪問[a 176]。
- 11月5日 -神奈川県立がんセンターの新病院が開院。既存の病院施設は閉鎖となり、新病院へ全面移転される[c 27]。
- 11月9日
  - 岡山県岡山西警察署、元岡山芳賀佐山郵便局長だった男を、顧客2名の口座から計約500万円を無断で引き出し着服した業務上横領容疑で逮捕。同2人を含む顧客12人が総額8億円以上の被害を訴えている[a 177]。
  - 国道195号あけぼの街道の全線11.5㎞が開通する[8]。
- 11月10日
  - 広島県知事選挙で、現職の湯崎英彦が再選[a 178]。
  - 北海道旅客鉄道、青函トンネル開通以来続けていた、青森県の海峡線竜飛海底駅の一般見学者向け公開および同駅での乗降扱いを終了[a 179]。
  - JR東海浜松工場内の不発弾処理により、東海道新幹線と東海道本線が浜松市内で一時運転を見合わせとなる（2013年では2回目）[a 180]。
- 11月12日
  - 長崎地方裁判所、諫早湾干拓事業について、潮受け堤防排水門の開門調査の差し止めを求めた仮処分申請で、開門の差し止めを命じる決定。既に福岡高等裁判所で確定した、同年12月20日までの開門を命じる判決と矛盾するため、国は仮処分の判断にかかわらず開門する方針[a 181]。
  - JR北海道、同年9月26日に行われた国土交通省の特別保安監査の直前に、函館保線管理室で、レールの分岐点と特急の通過待ちなどに使う副本線について、複数地点の社内規定を超過する計測データが規定内数値に書き換えられていたと発表。国土交通省が同管理室に緊急の立ち入り検査を実施[a 182]。
  - 日本維新の会、参議院の承認を得ず北朝鮮を訪問したアントニオ猪木議員に対し、50日間の党員資格および参院副幹事長職停止処分[a 183]。
  - 東京地方検察庁特別捜査部と警視庁、2012年12月の衆院選を巡る医療グループ「徳洲会」の公職選挙法違反事件で、徳田毅衆議院議員の姉ら6人を逮捕[a 184]。翌13日、同議員が自由民主党に離党届提出[a 185]。
- 11月13日 - 警視庁生活経済課、質屋チェーン「質のひょうたんや」が質屋を装って無登録で貸金業を営んだ上、法定外の高金利で融資していたとして、貸金業法違反と出資の受入れ、預り金及び金利等の取締りに関する法律（出資法）違反容疑で同質店運営会社社長ら8人を逮捕[a 186]。
- 11月14日 - 長野県警察、長野県建設業厚生年金基金で使途不明となっている掛け金約23億8000万円のうち約6400万円を着服したとして、逃亡先のタイから帰国した同基金元事務長を業務上横領容疑で逮捕[a 187]。
- 11月15日 - 千葉県野田市のリサイクル工場「エバークリーン千葉リサイクルセンター」で爆発事故[a 188]。
- 11月17日 - 福島市長選挙で、新人の小林香が現職の瀬戸孝則を抑え当選[a 189]。
- 11月20日
  - 最高裁判所大法廷、第46回衆議院議員総選挙における一票の格差が最大2.43倍であったことを理由に同選挙のやり直しを求める16件の訴訟に対する上告審判決で、現状の区割りを「違憲状態」とし、「格差が生じる構造的な問題は解決していない」として抜本改革を求める統一判断を示すも、選挙無効の請求は棄却[a 190]。
  - 参議院本会議、深酔いとは言えないレベルでの飲酒に加え、持病により「正常な運転に支障が生じる恐れがある状態」で事故を起こした場合にも、懲役15年以下とする新たな規定を設けるなど、悪質な運転で死傷事故を起こした場合の刑罰を重くする自動車運転死傷行為処罰法を可決、成立。半年以内に施行[a 191]。
  - 海上保安庁、小笠原諸島・西之島南南東沖約500mの海域で、海底火山の噴火による新島出現を確認[a 192]。
- 11月22日 - 参議院、許可を得ずに北朝鮮を訪問したアントニオ猪木議員を、参院規則が規定する登院停止期間で最長となる登院停止30日とする懲罰を可決。参議院での懲罰可決は63年ぶり[a 193]。
- 11月22日〜12月1日 - 東京モーターショーが2年ぶりに東京ビッグサイトで開催。
- 11月23日 - 中華人民共和国政府、尖閣諸島を含む東シナ海上空に、日本政府が既に設定している箇所と重なる形で防空識別圏を設定。同月25日、国土交通省が、中国当局に飛行計画を通達しようとした航空各社に対し、「わが国に何ら効力を有するものではなく、これまでのルール通りの運用を行っていく」との政府方針を通達[a 194]。
- 11月24日 - 滋賀県近江八幡市で中学3年生の女子が自宅マンションの屋上から飛び降り自殺し、その自殺の様子をスマートフォンで実況中継する事件が発生。
- 11月27日
  - 改正高校無償化法が参議院で可決成立、年収910万円以上は除外となる[a 195]。
  - 国家安全保障会議設置法が参議院で可決成立[a 196]。
- 11月28日 - 広島高等裁判所岡山支部、一票の格差最大4.77倍という状態で同年7月に行われた第23回参議院議員通常選挙について、違憲かつ無効であるとの判決を下す。参議院議員通常選挙に対して無効判決が下るのは初[a 197]。
- 11月29日 - 安倍晋三内閣総理大臣、山田真貴子経済産業省官房審議官を、女性として内閣制度創設以来初となる内閣総理大臣秘書官に任命[a 198]。
- 11月30日 ‐この日をもって日本傷痍軍人会解散[a 199]。

### 12月
- 12月2日 - 警視庁刑事部捜査第一課、在コンゴ民主共和国日本国大使館で現地時間6月20日に発生し同大使館が半焼した火災について、当時3等書記官として大使館に勤務していた外務省職員の男を現住建造物等放火の疑いで逮捕[a 200]。
- 12月4日
  - 安全保障会議が国家安全保障会議に再編される。
  - アゼルバイジャン・バクーで開催されたユネスコ政府間委員会で、『和食　日本人の伝統的な食文化』が無形文化遺産に登録される[a 201]。
- 12月6日 - 参議院、安全保障にかかわる機密情報を漏らした公務員らへの罰則を強化する特定秘密保護法案を賛成130票、反対82票で可決、成立。採決にあたり民主党が反対、みんなの党、日本維新の会は退席[a 202]。
- 12月9日 - みんなの党、江田憲司前幹事長ら、同党所属の国会議員35人の4割に当たる、衆議院議員8名、参議院議員4名計14名が離党届提出、新党結成の意思を表明[a 203]。
- 12月11日
  - 最高裁判所第三小法廷、性同一性障害で女性から男性に性別を変更した夫とその妻が、第三者との人工授精でもうけた子どもを嫡出子として戸籍に記載するよう求めた裁判の決定で、裁判官5人中3人の多数意見により「血のつながりがないことが明らかでも夫の子と推定できる」として法律上の父子関係を認める初判断を示す[a 204]。
  - シャープ、三洋電機が2011年に同社を液晶パネル、およびモジュール関連の特許侵害で訴えていた問題について、三洋電機とのライセンス契約で対価38億円を払うことで和解[a 205]。
- 12月12日
  - 日本漢字能力検定協会制定の『今年の漢字』が『輪』と発表される[a 206]。
  - 安倍政権で4度目の死刑執行（今回2人、2013年は計8人。）[a 207]。
- 12月13日 - 名古屋市営地下鉄名港線六番町駅で、吹き付け材のアスベスト（石綿）撤去工事中に、構内の空気中から、毒性の強い「クロシドライト（青石綿）」が、世界保健機関が示した安全基準の71倍検出される[a 208]。
- 12月15日 - 警視庁刑事部捜査第一課が、2012年10月12日に上智大学に硫化水素を発生させる容器と犯行声明文を放置したとして、大阪市東成区の36歳の男を威力業務妨害容疑で逮捕した。上智大学は漫画『黒子のバスケ』の作者の藤巻忠俊の出身校で、事件発覚後、漫画の関連イベント会場や関連商品を扱うコンビニチェーン店など国内約400カ所の施設に対して脅迫文が送り付けられ、イベントの中止や商品の撤去が行われていた[a 209][a 210][a 211]。
- 12月16日 - 神奈川県三浦市で米軍ヘリが埋立地に不時着事故[a 212]。
- 12月17日
  - 富山県の神通川流域のイタイイタイ病の被害者団体「神通川流域カドミウム被害団体連絡協議会」と原因企業の「三井金属」との間で全面解決を確認する合意書に調印が行われた[a 213]。
  - 国家安全保障戦略が閣議決定された。この決定は外交、防衛においての基本方針となるものであり、日本政府がこういった方針を策定するのは初[a 214][d 2]。
- 12月18日
  - 江田憲司みんなの党前幹事長ら衆参両院議員15人が参加し、新政党「結いの党」設立総会開催。江田代表の他、幹事長に小野次郎参院議員、副代表に寺田典城参院議員、政調会長に柿沢未途衆院議員、国会対策委員長に畠中光成衆院議員を充てるなどの役員人事も正式決定[a 215]。
  - 東京電力、福島第一原子力発電所第5・6号機の廃炉を決定、経済産業省に届け出たことにより、2012年4月に廃炉を届け出た同原発の第1-4号機と合わせ、同発電所の6原子炉全てが廃炉となることが決定[a 216]。日本の原発は48基になる。
- 12月19日
  - 京都市山科区の王将フードサービス本社前で、大東隆行同社社長が拳銃で撃たれ倒れているところを発見され、心肺停止状態で病院に搬送されるも死亡[a 217]。
  - 猪瀬直樹東京都知事、医療法人徳洲会グループから5000万円を受領した問題の責任を取り、東京都議会議長に辞表を提出[a 218]、同月24日、都議会により承認され正式に辞任[a 219]。
- 12月20日
  - 北九州市若松区で、同市漁業協同組合組合長の男性が自宅近くで胸と左腕の少なくとも2カ所を拳銃で撃たれ、市内の病院に救急搬送されるも約2時間後に死亡[a 220]。
  - エアアジア・ジャパンから11月に社名変更した航空会社バニラ・エアの初便就航[a 221]。
- 12月21日 - 東京都交通局、土曜日の午前1-5時台に、渋谷駅-六本木駅間で、路線バスとしては全国初となる「終夜バス」の試験運行を開始[a 222]。
- 12月23日 - 日本政府、国際連合およびPKOで国際連合南スーダン派遣団に参加している大韓民国国軍からの要請を受け、同軍に陸上自衛隊の小銃弾1万発を譲渡。自衛隊の弾薬を国連や他国に供給するのは初めて[a 223]。
- 12月24日 - 内閣衛星情報センター、情報収集衛星「光学2号機」について、11月8日に通信が途絶えて以降、復旧を試みてきたが回復の見込みがないと判断し、運用を終了することを発表[a 224]。
- 12月26日 - 安倍晋三内閣総理大臣、現職総理大臣としては2006年8月15日の小泉純一郎以来7年4カ月ぶりとなる靖国神社参拝[a 225]。
- 12月27日 - 沖縄県知事が名護市辺野古への移設に向けた政府の埋め立て申請を承認した[a 226]。
- 12月28日 - エクアドルで日本人観光客殺傷事件が発生[9][10]。
- 12月29日 - マルハニチロホールディングス子会社であるアクリフーズの群馬工場で生産された冷凍食品から農薬（マラチオン）が検出され、自主回収を実施（詳細は「アクリフーズ農薬混入事件」を参照）[b 5]。
- 12月30日 - 大瀧詠一急逝。
- 12月31日 - 第64回NHK紅白歌合戦が開催。

## 社会

### 政治
2012年12月26日に成立した自民党政権の第2次安倍内閣は、前民主党政権に対する失望感の反動や経済政策（アベノミクス）への期待感などから高い支持率をキープした。一方、2013年の後半において焦点となった特定秘密保護法案では、法案で規定された秘密の定義が曖昧で恣意的な拡大解釈が可能であるとしてマスコミなどを中心に批判的な論調が目立ったが、諸外国との密な情報のやりとりの中でこのような法律の整備が必要であるとの見方もあり、世論でも評価が分かれている。
1年間（1月4日〜翌年1月5日）を通じて内閣の交代が行われなかったのは、小泉純一郎内閣下の2005年以来8年ぶり。また、同じく1年間を通じて閣僚の交代（内閣改造や辞任に伴う）が行われなかったのは、三木武夫内閣下の1975年以来38年ぶりとなった。

### 経済
- 第2次安倍内閣の経済政策「アベノミクス」では、デフレ経済を克服するためにインフレターゲットを設定して大胆な金融緩和を実施した。これにより速いスピードで円安が進み、同内閣発足時（前年12月26日）には1ドル85円水準であったが5月10日には49年ぶりに1ドル100円に達し、さらに12月25日には104円まで進んで1年間で20円近く円が下落している。また日経平均株価も1年間で6000円近く上昇し、年の終わり（12月30日の終値）には1万6291円を付けている[a 227]。
- インターネットバンキングにおいて利用者のID、パスワードが盗まれ、預金が別口座に不正送金された事件が1315件発生、被害総額は約14億600万円に上った。統計開始年度の2011年以降、過去最高だった2011年の165件、約3億800万円と比較して、件数は約8倍、被害額は約4.6倍にまで増加。被害者は全都道府県に住む32銀行の利用者に広がった[a 228]。
- 振り込め詐欺などの特殊詐欺の被害が、過去最多だった2012年の額を122億5000万円上回り、約486億9000万円で過去最悪となった。うち所謂「手渡し型」詐欺の割合が特殊詐欺全体の手口別で42.7%と初めて最多になり、摘発人数も過去最多の1805人となった[a 229]。
- 経常収支が前年に比べ31.5%減り、比較可能な1985年以降で過去最少となる3兆3061億円の黒字。輸出額は66兆9694億円と2012年比で9%増えたものの、輸入額が77兆6093億円と2012年比で15.4%増えたため、輸出から輸入を差し引いた貿易収支は10兆6399億円の赤字となり、2012年に比べ4兆8258億円拡大した。旅行や輸送などのサービス収支は1兆5950億円の赤字で、所得収支のみ16兆5318億円の黒字となった[a 230]。
- 10月1日時点の人口推計で、外国人を含む総人口が2012年に比べ21万7000人（0.17%）減の1億2729万8000人で、3年連続の減少となり、うち15-64歳の生産年齢人口が116万5000人減の7901万人と、32年ぶりに8000万人を下回った[a 231]。

### 交通

#### 鉄道
- 明智小学校で静態保存されていたC12244号機を明智駅に移設し、動態保存を開始。

### イベント・行事
- 第62回式年遷宮（伊勢神宮） - 内宮および外宮で式年遷宮が行われ、全行程が完了する。なお、式年遷宮は20年毎に行われている。
- 出雲大社で60年ぶりの遷宮。本殿等の改修が3月までに完了、5月には祭神が仮殿から本殿に遷座される（平成の大遷宮）[2][c 18]。

### その他
- 2020年夏季オリンピックの開催都市が東京に決定、2016年夏季オリンピックの招致活動に続き二度目の立候補での選出となった。

## 天候・天災・観測等
- 冬季（昨年12月-2月）は北日本から西日本にかけて平均気温が低く、北日本・東日本では2年連続、西日本では3年連続で寒冬傾向となった。また、青森県の酸ケ湯で最深積雪が歴代1位の566cmを記録するなど、北日本の日本海側を中心としたアメダス12地点で年最深積雪の記録を更新する大雪となった（平成25年の大雪）[b 6]。
- 夏季（6月-8月）は高知県四万十市でこれまでの国内最高気温を更新し41.0°Cを記録、また気象庁の927観測点のうち143箇所でもこれまでの最高気温を更新するなど、各地で記録的な猛暑となった[a 232]。一方、オホーツク海高気圧の影響により東北地方では梅雨明けが遅れ、また関東地方では早期に梅雨が明けたものの7月後半には一時的に低温傾向（戻り梅雨）となる[11] など時期により気温の差が激しくなった。また、多雨や少雨といった地域の差が見られたり、局地的な豪雨が発生するなど地域による偏りも大きくなる傾向となった。気象庁では今夏の特徴として、東南アジア周辺の海面水温が高かったことによる「異常気象」であったとの見解を示している[a 232]。
- 9月に入ると大気の状態が不安定となったことにより、竜巻による被害が北関東で続発した[a 233]。

## 文化と芸術

### 流行
- 1995年リバイバルブーム。

#### 流行語
ユーキャン新語・流行語大賞
以下に本年の受賞語を列記する。なお、肩書きや役職などは受賞当時のものである。
- 年間大賞: 史上最多となる4つが選ばれている。
  - 「今でしょ!」（林修 〈東進ハイスクール・東進衛星予備校講師〉、2009年から放送されている同予備校CMでの決め台詞「いつやるか?今でしょ!」が元ネタ）
  - 「お・も・て・な・し」（滝川クリステル 〈フリーアナウンサー〉、2020年夏季オリンピックの招致を目的としたIOC総会における最終プレゼンテーションスピーチより）
  - 「じぇじぇじぇ」（宮藤官九郎 〈脚本家〉、能年玲奈 〈女優〉、NHKの連続テレビ小説『あまちゃん』で多用された台詞より）
  - 「倍返し」（堺雅人 〈俳優〉、TBS系ドラマ『半沢直樹』チーム、同作で主人公が放つ決め台詞「やられたらやりかえす。倍返しだ!」より）
- トップテン入賞
  - アベノミクス（安倍晋三 〈内閣総理大臣〉）
  - ご当地キャラ（くまモン 〈熊本県PRマスコットキャラクター・営業部長〉）
  - 特定秘密保護法（西山太吉 〈ジャーナリスト〉）
  - PM2.5（日本気象協会）
  - ブラック企業（今野晴貴 〈ブラック企業対策プロジェクト共同代表・POSSE代表〉）
  - ヘイトスピーチ（五野井郁夫 〈国際政治学者〉）
- 選考委員特別賞
  - 「被災地が、東北が、日本がひとつになった 楽天、日本一をありがとう」（東北楽天ゴールデンイーグルス）[注釈 2]

### 文化
日本独自の文化が「文化遺産」に登録される形で世界的な評価を受けている。
- 日本文化の中で象徴的な存在である富士山が世界文化遺産に登録（富士山-信仰の対象と芸術の源泉）。
- 日本人の伝統的な食文化として和食が無形文化遺産に登録。

### 建築
竣工
解体

### 出版

#### 文学
- 4月12日 - 『色彩を持たない多崎つくると、彼の巡礼の年』（村上春樹）

### 音楽
- 1月11日 - 『まともがわからない』（坂本慎太郎）
- 3月13日 - 『君の名は希望』（乃木坂46）
- 3月13日 - 『sakanaction』（サカナクション）。同アルバムに『夜の踊り子』、『ミュージック』収録。
- 4月10日 - 『RADIO ONSEN EUTOPIA』（やくしまるえつこ）
- 4月24日 - 『lost decade』（tofubeats）
- 4月24日 - 『僕がCDを出したら』（KANA-BOON）。同アルバムに『ないものねだり』収録。
- 5月1日 - 『憂、燦々』（クリープハイプ）
- 5月25日 - 『スターラブレイション』（ケラケラ）。フジテレビ木曜劇場『ラスト♡シンデレラ』主題歌。
- 5月29日 - 『でんでんぱっしょん』（でんぱ組.inc）
- 5月29日 - 『アイドルばかり聴かないで』（Negicco）
- 5月29日 - 『Endless Game』（嵐）
- 6月5日 - 『Joy!!』（SMAP）
- 6月26日 - 『高嶺の花子さん』（back number）
- 6月26日 - 『なんだこれくしょん』（きゃりーぱみゅぱみゅ）
- 7月10日 - 『紅蓮の弓矢 / 自由の翼』（Linked Horizon）。テレビアニメ『進撃の巨人』オープニングテーマ。
- 7月31日 - 『予襲復讐』（マキシマム ザ ホルモン）。第6回「CDショップ大賞」大賞。
- 7月31日 - 『潮騒のメモリー』（天野春子（小泉今日子））。名義の天野春子は、2013年上期のNHK連続テレビ小説『あまちゃん』内で小泉が演じている役名で、主人公・天野アキ（能年玲奈）の母親という役柄。
- 8月7日 - 『ピースとハイライト』（サザンオールスターズ）
- 8月21日 - 『恋するフォーチュンクッキー』（AKB48）
- 9月4日 - 『回転体』（the chef cooks me）
- 9月4日 - 『恋音と雨空』（AAA）
- 9月11日 - 『小さな生き物』（スピッツ）
- 10月2日 - 『LEVEL3』（Perfume）
- 11月20日 - 『第五作品集『無題』』（downy）。
- 12月4日 - 『踊れないなら、ゲスになってしまえよ』（ゲスの極み乙女。）。同アルバムに『キラーボール』収録。
- 12月11日 - 『絶対少女』（大森靖子）。同アルバムに『ミッドナイト清純異性交遊』収録。

### 演劇
歌舞伎
宝塚歌劇団

### 映画
- 1月19日 - フラッシュバックメモリーズ 3D（英語版）（監督：松江哲明）
- 2月23日 - 横道世之介（監督：沖田修一）
- 3月30日 - 恋の渦（監督：大根仁）
- 4月13日 - 舟を編む（監督：石井裕也）
- 6月22日 - さよなら渓谷（監督：大森立嗣）
- 6月29日 - 真夏の方程式（監督：西谷弘）
- 8月3日 - 映画 謎解きはディナーのあとで（監督：土方政人）
- 9月7日 - 共喰い（監督：青山真治）
- 9月21日 - 凶悪（監督：白石和彌）
- 9月28日 - 地獄でなぜ悪い（監督：園子温）
- 9月28日 - そして父になる（監督：是枝裕和）
- 11月16日 - ペコロスの母に会いに行く（監督：森﨑東）
- 11月23日 - もらとりあむタマ子（監督：山下敦弘）
- 12月21日 - 永遠の0（監督：山崎貴）

### テレビ

#### ドラマ
- 大河ドラマ『八重の桜』
- 1月 - 3月 『最高の離婚』（フジテレビ系木曜劇場）
- 1月 - 3月 『とんび』（TBS系日曜劇場）
- 2月22日  『時は立ちどまらない』（テレビ朝日開局55周年記念ドラマ）。ギャラクシー賞優秀賞。
- 4月 - 9月 NHK連続テレビ小説『あまちゃん』。ギャラクシー賞大賞。
- 4月 - 6月 『家族ゲーム』（フジテレビ系水10）
- 4月 - 6月 『ガリレオ（第2シーズン）』（フジテレビ系月9）
- 4月 - 6月 『ラスト♡シンデレラ』（フジテレビ系木曜劇場）
- 7月 - 9月 『半沢直樹』（TBS系日曜劇場）
- 8月24日  『今日の日はさようなら』（日本テレビ系『24時間テレビ36「愛は地球を救う」』内スペシャルドラマ）。ギャラクシー賞マイベストTV賞。
- 9月 - 2014年3月 NHK連続テレビ小説『ごちそうさん』。向田邦子賞。
- 10月 - 12月 『ドクターX〜外科医・大門未知子〜（第2シーズン）』（テレビ朝日系木曜ドラマ）
- 10月 - 12月 『リーガルハイ2』（フジテレビ系水10）

#### お笑い
コンテスト番組の優勝者
- 上方漫才大賞
  - 千鳥（吉本興業）
- NHK上方漫才コンテスト
  - ウーマンラッシュアワー（吉本興業）
- ABCお笑いグランプリ
  - ジャルジャル（吉本興業）
- オンバト+ チャンピオン大会（NHK、2012年度）
  - トレンディエンジェル（吉本興業）
- THE MANZAI（フジテレビ系）
  - ウーマンラッシュアワー（吉本興業）
- R-1ぐらんぷり（フジテレビ系）
  - 三浦マイルド（吉本興業）
- キングオブコント（TBS系）
  - かもめんたる（サンミュージックプロダクション）

### アニメ
アニメーション映画
- 3月9日 - ドラえもん のび太のひみつ道具博物館（監督：寺本幸代）
- 3月20日 - ドラゴンボールZ 神と神（監督：細田雅弘）。ドラゴンボールの映画としては17年ぶりの新作。
- 4月20日 - 名探偵コナン 絶海の探偵（監督：静野孔文、脚本：櫻井武晴）
- 7月6日 - 劇場版 銀魂 完結篇 万事屋よ永遠なれ（監督：藤田陽一）
- 7月13日 - 劇場版ポケットモンスター ベストウイッシュ 神速のゲノセクト ミュウツー覚醒（監督：湯山邦彦）
- 7月20日 - 風立ちぬ（監督：宮崎駿）
- 10月26日 - 劇場版 魔法少女まどか☆マギカ [新編]叛逆の物語（総監督：新房昭之）
- 11月23日 - かぐや姫の物語（監督：高畑勲）
- 12月7日 - ルパン三世VS名探偵コナン THE MOVIE（監督：亀垣一）

テレビアニメ
放送開始月を記載
- 1月 - たまこまーけっと
- 1月 - ヘタリア The Beautiful World
- 1月 - ラブライブ!
- 2月 - ドキドキ!プリキュア
- 4月 - うたの☆プリンスさまっ♪ マジLOVE2000%
- 4月 - 進撃の巨人
- 4月 - はたらく魔王さま！
- 4月 - やはり俺の青春ラブコメはまちがっている。
- 7月 - 有頂天家族 ※文化庁メディア芸術祭アニメーション部門優秀賞
- 7月 - きんいろモザイク
- 7月 - Free!
- 7月 - 〈物語〉シリーズ セカンドシーズン
- 7月 - 境界の彼方
- 10月 - キルラキル
- 10月 - ログ・ホライズン
- 10月 - 黒子のバスケ（第2期）
- 10月 - ダイヤのA
- 10月 - 凪のあすから
- 10月 - のんのんびより

OVA

### ゲーム

#### コンピューターゲーム
アーケードゲーム
- 11月5日 - 『グルーヴコースター』稼働開始。

テレビゲーム
- 4月23日 - 『艦隊これくしょん -艦これ-』のサービスが開始。艦船擬人化ブームのきっかけ。
- 8月27日 - 『ファイナルファンタジーXIV：新生エオルゼア』（新生FFXIV）のWindows・PS3版発売。

携帯型ゲーム
- 4月15日 - ラブライブ! スクールアイドルフェスティバルのサービスが開始[注釈 3]。
- 11月14日 - ソニー・コンピュータエンタテインメントがテレビ画面でPlayStation Vita（携帯型ゲーム機）のソフトが遊べる新機種「PlayStation Vita TV」を発売[a 235]。

## スポーツ

### 総合競技大会
- 第68回国民体育大会 (スポーツ祭東京2013)
- 第13回全国障害者スポーツ大会 (スポーツ祭東京2013)

### 各競技

#### モータースポーツ
- 全日本選手権スーパーフォーミュラ - 山本尚貴
- 全日本F3選手権 - 中山雄一
- SUPER GT
  - GT500 - 立川祐路、平手晃平
  - GT300 - 武藤英紀、中山友貴

## 誕生

### 1月 - 6月
- 1月10日 - アナスタシア・シガ、子役、タレント
- 1月20日 - クララ・ローズ、モデル
- 1月31日 - 渡邊詩、子役、タレント
- 2月5日 - 坂東亀三郎 (6代目)、歌舞伎役者
- 3月13日 - レクシー・コール、モデル、ミドリーズメンバー
- 3月22日 - 市川新之助 (8代目)、歌舞伎役者、子役
- 4月19日 - 三浦綺羅、子役
- 4月25日 - 藤田怜央、囲碁棋士
- 5月4日 - 小松ハンナ、子役
- 5月22日 - 中村長三郎、歌舞伎役者
- 5月31日 - 諏訪結衣、子役
- 6月17日 - 平野絢規、子役
- 6月28日 - 鈴木楽、子役

### 7月 - 12月
- 7月9日 - 田中乃愛、子役
- 7月18日 - 森田夢、子役
- 7月21日 - 上野山夢輝、子役
- 8月2日 - 川原瑛都、子役
- 8月10日 - 大熊大貴、子役
- 9月2日 - 宮地美然、子役
- 9月5日 - 浅田芭路、子役
- 9月14日 - おーちゃん、YouTuber
- 9月26日 - 阿部久令亜、子役
- 10月22日 - 増田梨沙、子役
- 11月28日 - 尾上菊之助 (6代目)、歌舞伎役者
- 12月16日 - 鈴木かつき、子役